# Guinobatan
Guinobatan (Bayan ng Guinobatan) är en kommun i Filippinerna. Kommunen ligger på ön Luzon, och tillhör provinsen Albay. Folkmängden uppgår till 82 361 invånare.

## Barangayer
Guinobatan är indelat i 44 barangayer.
| - Agpay - Balite - Banao - Batbat - Binogsacan Lower - Bololo - Bubulusan - Marcial O. Rañola (Cabaloaon) - Calzada - Catomag - Doña Mercedes - Doña Tomasa (Magatol) - Ilawod - Inamnan Pequeño - Inamnan Grande | - Inascan - Iraya - Lomacao - Maguiron - Maipon - Malabnig - Malipo - Malobago - Maninila - Mapaco - Masarawag - Mauraro - Minto - Morera - Muladbucad Pequeño | - Muladbucad Grande - Ongo - Palanas - Poblacion - Pood - Quitago - Quibongbongan - San Francisco - San Jose (Ogsong) - San Rafael - Sinungtan - Tandarora - Travesia - Binogsacan Upper |